# Борба на Мукосу
После погибије бугарског војводе Стевана Димитрова и пропасти његове чете на Орешким ливадама бугарска организација се осетила веома угроженом у Западном Повардарју. Пошто није успела да продре у Порече Куманоски крај су преузеле српске чете. Бугарским комитама је преостало да се максимално ангажују како би задржала велешку област и тиме спречила повезивање Срба с обе стране Вардара. Поред тога Срби су почели да преузимају нека бугарашка села у околини Велеса и Прилепа.
Због свега тога бугарска организација је у велешкој области концентрисала неколико стотина добро наоружаних комита, које су предводили Константинов (активни поручник бугарске војске), Пенчо Шиваров, Иван Алабак, Секула, Дачов, Сугарев, браћа Петар и Гига Ацев. Циљ им је био да у директним сударима разбију српске чете, које су биле бројно слабије (неке и лошије наоружане).

## Борба
20. јуна 1905. на планини Мукос, која раздваја велешку и прилепску област дошло је до борбе између две српске чете и здружене бугарске чете. Српске чете су предводили Јован Бабунски и Глигор Соколовић (заједно 31 четника). Бугарска чета је, према Бабунском, имала 120 комита и њом су командовали Константинов, Сугарев и Дачов. После четири часа борбе, бугарска чета је разбијена. Убијено је 10 комита и после рањавања Константинова у раме и Дачова у ноге комите су побегле.
Пушчана паљба је привукла турску посаду из Прилепа, тако да су четници добили новог непријатеља. Са помоћу локалних сељака повукли су се за време мрака, без губитака.
Ту постоји знан цитат, када су сељаци питали Константинова како су могли лошије наоружани Срби да победе, на шта им је одговорио.
А бе, како да победиме като налитат като орлови, а нашите бегат като жени.